# Мішель Вольтер
Мішель Вольтер' (люксемб. Michel Wolter; нар. 13 вересня 1962, Люксембург) — люксембурзький державний і політичний діяч, бізнесмен, колишній гравець в настільний теніс. Депутат Палати депутатів Люксембургу, міністр внутрішніх справ Люксембургу (1995–2004).

## Біографія
Мішель Вольтер народився 13 вересня 1962 року в місті Люксембург, виріс в Еш-сюр-Альзетт. У 1981–1985 роках навчався в Університеті Париж I Пантеон-Сорбонна. У 1980–1984 роках був міжнародним гравцем в настільний теніс. У 1986–1995 роках працював у страховому бізнесі, входить до ради кількох компаній.

### Сім'я
Живе в комуні Отшараж на південному заході Люксембургу. Одружений, має трьох дітей.

## Політична діяльність
Після парламентських виборів 1984 року став депутатом Палати депутатів Люксембургу від Християнсько-соціальної народної партії, причому 21-річний Мішель Вольтер став наймолодшим депутатом за історію Люксембургу. Після цього він переобирався на виборах 1989, 1994, 1999, 2004 і 2009 років.
У 1985–1990 роках Вольтер був головою молодіжної організації своєї партії. У 1987–1994 роках був президентом Тенісної федерації Люксембургу.
У січні 1995 року був призначений міністром внутрішніх справ і міністром цивільної служби та адміністративної реформи в уряді Жана-Клода Юнкера. Після виборів 1999 року був перепризначений міністром внутрішніх справ з підвищеними повноваженнями в областях поліції і водної адміністрації. Після виборів 2005 року вийшов у відставку з уряду і став головою фракції Християнсько-соціальної народної партії в парламенті до 2009 року.
У 2009 році очолив Християнсько-соціальну народну партію. У 2012 році переобраний на цій посаді (отримав 83,4 % голосів).
У листопаді 2013 року оголосив, що не буде балотуватися на третій термін, тому що бажає «розчистити шляхи» для молодого покоління політиків.

## Нагороди
- Великий офіцер ордена Дубового вінця (2000 рік)
- Великий офіцер Цивільного та військового ордена заслуг Адольфа Нассау (1999 рік)
- Великий офіцер ордена Заслуг (1996 рік)